# Санниково (Грязовецкий район)
Санниково — деревня в Грязовецком районе Вологодской области.
Входит в состав Юровского муниципального образования, с точки зрения административно-территориального деления — в Юровский сельсовет.
Расстояние по автодороге до районного центра Грязовца — 30 км, до центра муниципального образования Юрово — 10 км. Ближайшие населённые пункты — Троицкое, Долотово, Михалево.
По данным переписи в 2002 году постоянного населения не было.